# Tom Iredale
Tom Iredale (24 de marzo de 1880 – 12 de abril de 1972) era un ornitólogo y malacólogo de origen inglés que tuvo una larga asociación con Australia, donde vivió la mayor parte de su vida. Él era un autodidacta que nunca fue a la universidad y carecía de una formación formal. Esto se reflejó en su obra posterior; nunca revisó sus manuscritos ni usó una máquina de escribir.

## Primeros años
Iredale nació en Stainburn, Workington en Cumberland, Inglaterra. Fue aprendiz de farmacéutico desde 1899 hasta 1901, y solía ir a observar aves y recoger huevos en el Distrito de los Lagos con su compañero químico William Carruthers Lawrie.

## Nueva Zelanda
Iredale emigró a Nueva Zelanda siguiendo consejo médico, ya que tenía problemas de salud. Posiblemente la enfermedad era tuberculosis. Según una carta a Will Lawrie fechada el 25 de enero de 1902, llegó a Wellington, Nueva Zelanda en diciembre de 1901, y viajó de inmediato a Lyttelton y a  Christchurch. En su segundo día en Christchurch, descubrió que en la galería de historia natural extranjera del Museo Público, 2 de los 16 huevos de aves inglesas estaban erróneamente identificados: el huevo de lagópodo escocés estaba etiquetado como andarríos o correlimos y la gallineta como rascón.
Iredale se convirtió en empleado en una empresa de Nueva Zelanda en Christchurch (1902-1907). El 16 de abril de 1906 se casó con Alice Maud Atkinson en Nueva Zelanda, y tuvieron una hija, Ida.

## Viaje a las islas Kermadec
En 1908 Iredale se unió a una expedición a las islas Kermadec y vivió durante diez meses en estas islas remotas al noreste de Nueva Zelanda. Al vivir entre miles de aves y estudiarlas, se convirtió en un experto en aves. Sobrevivió disparando y comiendo los objetos de su estudio. También coleccionó moluscos en la isla y desarrolló un interés en malacología. Como naturalista entusiasta en aquellos tiempos, ya tenía un amplio interés por la naturaleza, pero esto marcó un nuevo giro en su carrera. 

## Queensland
En 1909 visitó Queensland, Australia, recolectando alrededor de 300 especies de quitones y otros moluscos. Su reputación entre sus compañeros iba en aumento, a pesar de que no poseer título universitario. 

## Gran Bretaña
Iredale regresó a Gran Bretaña y se convirtió en trabajador independiente en el Museo Británico de Historia Natural en Londres (1909-1910). Allí trabajó como asistente de Gregory Mathews en el libro "Pájaros de Australia" (1911-1923). Escribió gran parte del texto, pero el trabajo se le atribuyó a Mathews. 
Mientras trabajaba en Londres vivió con Jane Davies, una cantante, a quien conoció en una velada de los Rothschild en 1910. La relación se vio afectada por sus exploraciones en el extranjero, aunque un hijo (fallecido de niño) y cuatro hijas nacieron entre 1910 y 1917.
Iredale continuó su trabajo en historia natural bajo el patrocinio de naturalistas adinerados como Charles Rothschild, para quien viajó a Hungría para recolectar pulgas de aves. Se casó con Lilian Marguerite Medland (1880-1955) el 8 de junio de 1923. Ella ilustró varios de sus libros y se convirtió en una de los mejores artistas de aves de Australia. 

## Nueva Gales del Sur

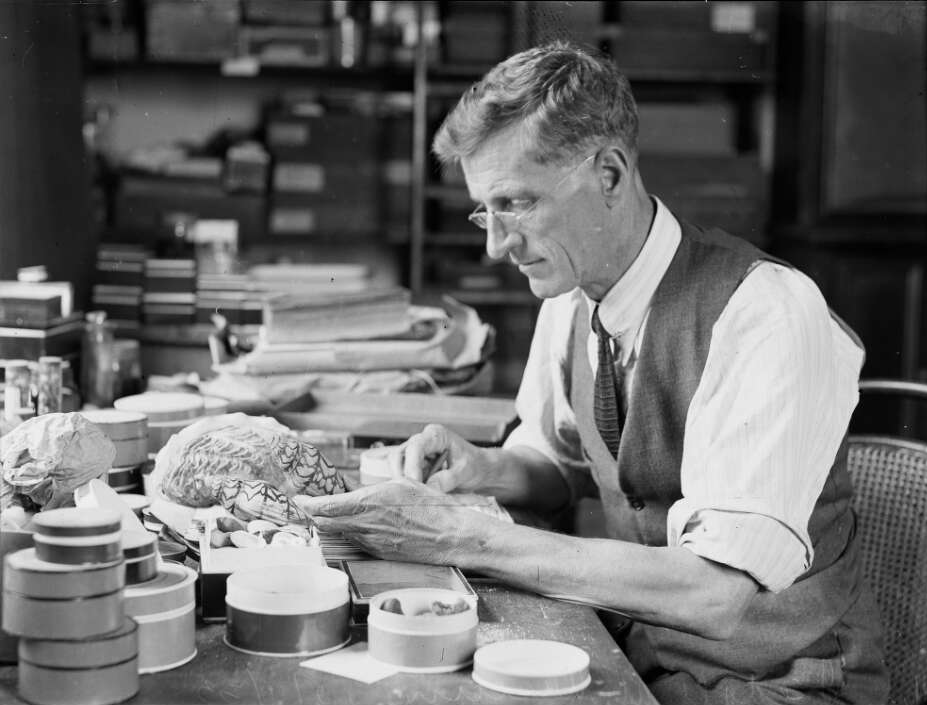
Estudiando conchas en el Museo Australiano, 1933

Iredale regresó a Australia en 1923 y fue elegido miembro de la Real Unión de Ornitólogos de Australasia (RAOU) en el mismo año. Fue consejero de RAOU para Nueva Gales del Sur en 1926, y sirvió en el Comité de Migraciones de RAOU de 1925 a 1932. 
Ocupó un puesto como conquiliólogo en el Museo Australiano en Sídney (1924-1944). Iredale fue originalmente designada para ayudar a Joyce Allan, la jefa temporal del departamento de Conquiliología. Sin embargo, sus posiciones se invirtieron en 1925.
Trabajó incansablemente en publicaciones sobre conchas, aves, ecología y zoogeografía. Dio conferencias con frecuencia y escribió muchos artículos científicos populares en periódicos. Debido a sus esfuerzos (y los de conservadores posteriores), la Sección de Moluscos del Museo Australiano ahora mantiene la mayor colección de investigación de moluscos en el hemisferio sur con más de 6.000 especímenes. Fue asociado honorario desde su jubilación en 1944 hasta su muerte.

## Taxones
Iredale registró una lista de alrededor de mil nombres sistemáticos que había publicado en 1932, ordenados cronológicamente e indexados al trabajo relevante, esta lista inédita se convirtió en la base de la que produjo para el Museo Australiano y se publicó en The Australian zoologist (1956), detallando las obras de los cincuenta años de carrera de Iredale. Esta lista, elaborada como homenaje al autor aún en activo, elevó el número total de nombres a más de dos mil quinientos, y destacó sus otras publicaciones y colaboradores.
Muchas especies y varios géneros de malacología, ictiología y ornitología fueron nombrados en su honor, por ejemplo:
- Iredalea W. Oliver, 1915
- Cryptoplax iredalei  E. Ashby, 1923

Iredale fue nombrado miembro de la Real Sociedad Zoológica de Nueva Gales del Sur en 1931; fue galardonado con la Medalla Clarke de la Real Sociedad de Nueva Gales del Sur en 1959; y fue presidente de la Real Sociedad Zoológica de Nueva Gales del Sur en 1937-1938. 

## Obra seleccionada
- Iredale, T., 'Solander as an Ornithologist', Ibis, 1913, pp. 127–135
- Iredale, T., 'John Brazier 1842–1930', Nautilus, vol. 44, 1931
- Iredale, T., 'J. R. and G. Forster, Naturalists', Emu, vol. 37, 1937, pp. 95–99
- Iredale, T. 1940. Book review. The fishes of Australia. Part I by G. P. Whitley. Proceedings of the RZS of NSW 1939–40: 41.
- Iredale, T. 1941. Book review. The molluscs of South Australia. Part II by B. C. Cotton & F. K. Godfrey. Proceedings of the RZS of NSW 1940–41: 35.
- Iredale, T. 1942. Book review. Australian Insects. An introductory handbook by Keith C. McKeown. Proceedings of the RZS of NSW 1941–42: 33–34.
- Iredale, T. 1947. Book review. Gliders of the gum trees. The most beautiful and enchanting Australian marsupials by David Fleay. Proceedings of the RZS of NSW 1947-47: 5.
- Iredale, T. 1951. Book review. Australian shells by Joyce Allan. Proceedings of the RZS of NSW 1949–50: 73–74.
- Iredale, T. 1958. Book review. Cowry Shells of World Seas by Joyce Allan. Proceedings of the RZS of NSW 1956–57: 95–96.
- Birds of Paradise and Bower Birds (1950)
- Birds of New Guinea, 1956 (Vol.1, 2), Illustrated with 35 plates in colour figuring 347 birds by Lilian Medland
- Iredale, T., 'John (William) Brazier', Proceedings of the Royal Zoological Society of New South Wales, 1956, p. 105
- Iredale, T., 'Broinowski's Birds and Mammals of Australia', Proceedings of the Royal Zoological Society of New South Wales, 1956
- Iredale, T., 'Scientific Societies in Australia. The Sydney University Chemical Society', The Royal Australian Chemical Institute Proceedings, vol. 27, 1960, pp. 216–217
- Iredale, T. and Whitley, G.P., 'Sir William Dennison as a Conchologist', Proceedings of the Royal Zoological Society of New South Wales, 1964, pp. 27–30
- Iredale, T., 'Charles Hedley', Proceedings of the Royal Zoological Society of New South Wales, vol. 88, 1967, pp. 26–31